# أدونيس آموري
أدونيس آموري (الاسم العلمي: Adonis amurensis) نوع نباتي ينتمي إلى جنس الأدونيس أو عين الجمل من الفصيلة الحوذانية.